# Gerygone mouki
Gerygone mouki là một loài chim trong họ Acanthizidae.